# Diana Kacso
Diana Kacso (ur. 26 kwietnia 1953 w Rio de Janeiro, zm. 1 marca 2022 w Pittsburghu) – brazylijska pianistka; laureatka wielu konkursów muzycznych, w tym VI nagrody na IX Międzynarodowym Konkursie Pianistycznym im. Fryderyka Chopina (1975).

## Życiorys
Urodziła się w Brazylii w mieszanej rodzinie – jej ojciec był Węgrem. Edukację muzyczną rozpoczęła w Rio de Janeiro. W 1971 ukończyła Brazilian Conservatory of Music. Studiowała też w Juilliard School w USA (1972–1975).
Osiągnęła sukcesy na wielu konkursach pianistycznych: 
- Międzynarodowy Konkurs Pianistyczny w Rio de Janeiro (1973) – III nagroda
- IX Międzynarodowy Konkurs Pianistyczny im. Fryderyka Chopina (1975) – VI nagroda
- Międzynarodowy Mistrzowski Konkurs Pianistyczny im. Artura Rubinsteina (1977) – II nagroda[5]
- Międzynarodowy Konkurs Pianistyczny w Leeds (1978) – II nagroda[6]
- Międzynarodowy Konkurs Wykonawstwa Muzycznego w Vina del Mar (1978) – I nagroda
- Międzynarodowy Konkurs Muzyczny im. Piotra Czajkowskiego (1978) – dyplom finalistki
- Międzynarodowy Konkurs Pianistyczny im. Giny Bachauer (1982) – II nagroda[7]

Ponadto brała udział w Międzynarodowym Konkursie Pianistycznym im. Van Cliburna, Międzynarodowym Konkursie Muzycznym im. Królowej Elżbiety Belgijskiej, a także w konkursach w Montrealu, Sydney i Konkursie im. Williama Kapella.
Po sukcesach konkursowych rozpoczęła karierę koncertującej pianistki. W jej repertuarze są utwory m.in. Fryderyka Chopina, Wolfganga Amadeusa Mozarta, Ferenca Liszta i Heitora Villi-Lobosa.